# Gabi Kreslehner
Gabi Kreslehner (* 1965 in Linz) ist eine österreichische Schriftstellerin.

## Leben
Gabi Kreslehner wuchs mit sechs Geschwistern auf einem Bauernhof auf. Sie arbeitet als Lehrerin für Deutsch, Technisches Werken und Bildnerische Erziehung an der Hauptschule Ottensheim. Kreslehner schrieb schon als Kind, mit 20 gewann sie einen Lyrikpreis. Erst als Lehrerin begann sie wieder literarisch zu arbeiten: Sie adaptierte Geschichten als Theaterstücke, die sie mit ihren Schülern aufführte.
Von ihr erschienen bereits Kurzgeschichten und Lyrik in Anthologien.
Ihr Roman Charlottes Traum wurde 2015 von Dominik Hartl unter dem Titel Beautiful Girl mit Jana McKinnon als Charly verfilmt.

## Werke
- Charlottes Traum (Arbeitstitel: Ringlotten am Erdbeerbaum), 2008
- In meinem Spanienland, 2010
- Das Regenmädchen, Ullstein Buchverlage GmbH, Berlin 2011, ISBN 978-3-550-08860-5
- Und der Himmel rot, Verlag Beltz & Gelberg, Weinheim 2011, ISBN 978-3-407-81080-9
- Rabenschwestern, 2014, Ullstein, 2014, ISBN 978-3-548-61181-5
- PaulaPaulTom ans Meer, Verlag  Tyrolia, 2016, ISBN 978-3-7022-3521-5
- Nils geht, Verlag  Tyrolia, 2020, ISBN 978-3-7022-3843-8

## Auszeichnungen
- 2003: Mira-Lobe-Stipendium
- 2006: Mira-Lobe-Stipendium
- 2006: FLORIANA Förderpreis für oberösterreichische AutorInnen
- 2007: Mira-Lobe-Stipendium
- 2008: Kinder- und Jugendbuchpreis des Landes Steiermark für das Manuskript von Charlottes Traum (unter dem Titel Ringlotten am Erdbeerbaum)
- 2008: Oldenburger Kinder- und Jugendbuchpreis für Charlottes Traum
- 2008: Hans-im-Glück-Preis für Charlottes Traum
- 2009: Peter-Härtling-Preis für Charlottes Traum
- 2010: Österreichischer Staatspreis für Kinder- und Jugendliteratur 2010 für Charlottes Traum
- 2014: Kinder- und Jugendbuchpreis des Landes Steiermark für das Manuskript von PaulaPaulTom ans Meer
- 2015: Marianne-von-Willemer-Preis für den Text indian summer